# LFA Primera División
La LFA Primera División (en portugués: Liga Futebol Amadora Primeira Divisão) es la liga de fútbol más importante de Timor Oriental.

## Historia
La liga fue creada en el año 2016 como el reemplazo de la Super Liga Timorense, la anterior primera división nacional; y su primera temporada fue la del 2017, donde tuvo como campeón al Sport Laulara e Benfica. Los dos últimos lugares de la temporada descienden a la LFA Segunda División.
La idea de la nueva liga se da con el fin de que sea más factible que un equipo represente a Timor Oriental en la Copa AFC, ya que hasta la fecha ningún equipo de Timor Oriental ha participado en torneo oficiales organizados por la AFC.

## Equipos 2019
| Club                    | Debut en la Liga | Temporadas en la Liga | Sede           | Primera Temporada | Temporadas | Desde | Último Título |
| ----------------------- | ---------------- | --------------------- | -------------- | ----------------- | ---------- | ----- | ------------- |
| Académica               | 2016             | 4                     | Dili           | 2016              | 4          | 2016– | -             |
| Assalam                 | 2016 (LFA2)      | 4                     | Dili           | 2019              | 1          | 2019– | -             |
| Atlético Ultramar       | 2016 (LFA2)      | 4                     | Manatuto       | 2018              | 2          | 2018– | -             |
| Boavista                | 2016             | 4                     | Dili           | 2016              | 4          | 2016– | 2018          |
| Karketu Dili            | 2016             | 4                     | Dili           | 2016              | 4          | 2016– | 2017          |
| Lalenok United          | 2018 (LFA2)      | 2                     | Dili           | 2019              | 1          | 2019– | -             |
| Ponta Leste             | 2016             | 4                     | Dili           | 2016              | 4          | 2016– | -             |
| Sport Laulara e Benfica | 2016             | 4                     | Laulara, Aileu | 2016              | 4          | 2016– | 2016          |

## Ediciones anteriores
| Temporada | Campeón                 | Subcampeón              | 3º Lugar                   | Fuente       |
| --------- | ----------------------- | ----------------------- | -------------------------- | ------------ |
| 2016      | Sport Laulara e Benfica | Karketu Dili FC         | FC Porto Taibesi           | [ 1 ]        |
| 2017      | Karketu Dili FC         | AS Ponta Leste          | Carsae FC                  | [ 2 ]        |
| 2018      | Boavista FC Timor Leste | Karketu Dili FC         | Atlético Clube de Ultramar | [ 3 ]        |
| 2019      | Lalenok United FC       | Boavista FC Timor Leste | AS Ponta Leste             | [ 4 ]        |
| 2020      | No disputado            | No disputado            | No disputado               | No disputado |
| 2021      | Karketu Dili FC         | Lalenok United FC       | AS Ponta Leste             | [ 5 ]        |

## Títulos por Equipo
| Club                    | Campeón | Subcampeón | Años Campeón |
| ----------------------- | ------- | ---------- | ------------ |
| Karketu Dili FC         | 2       | 2          | 2017, 2021   |
| Boavista FC Timor Leste | 1       | 1          | 2018         |
| Lalenok United FC       | 1       | 1          | 2019         |
| Sport Laulara e Benfica | 1       | -          | 2016         |
| AS Ponta Leste          | -       | 1          | -            |

## Clasificación histórica
Actualizado el 25 de diciembre de 2019
| Pos. | Equipo                     | PJ | PG | PE | PP | GF  | GC  | DG. | Pts. | Actualmente  |
| ---- | -------------------------- | -- | -- | -- | -- | --- | --- | --- | ---- | ------------ |
| 1    | Boavista FC                | 56 | 28 | 15 | 13 | 99  | 61  | +38 | 99   | LFA Primeira |
| 2    | Karketu Dili FC            | 56 | 26 | 16 | 14 | 117 | 72  | +45 | 94   | LFA Primeira |
| 3    | AS Ponte Leste             | 56 | 26 | 12 | 18 | 95  | 69  | +26 | 90   | LFA Primeira |
| 4    | Sport Laurala e Benfica    | 56 | 21 | 20 | 15 | 96  | 76  | +20 | 83   | LFA Primeira |
| 5    | AS Académica               | 56 | 17 | 16 | 23 | 79  | 90  | -11 | 67   | LFA Segunda  |
| 6    | Atlético Clube de Ultramar | 28 | 9  | 5  | 14 | 60  | 57  | +3  | 32   | LFA Segunda  |
| 7    | Lalenok United FC          | 14 | 9  | 3  | 2  | 35  | 15  | +20 | 30   | LFA Primeira |
| 8    | DIT FC                     | 28 | 7  | 8  | 13 | 37  | 45  | -8  | 29   | LFA Primeira |
| 9    | FC Porto Taibesse          | 28 | 7  | 5  | 16 | 27  | 60  | -33 | 26   | LFA Segunda  |
| 10   | Assalam FC                 | 14 | 5  | 4  | 5  | 26  | 29  | -3  | 19   | LFA Primeira |
| 11   | Cacusan CF                 | 28 | 4  | 7  | 17 | 31  | 107 | -76 | 19   | LFA Terceira |
| 12   | Aitana FC                  | 14 | 3  | 3  | 8  | 16  | 25  | -9  | 12   | LFA Primeira |
| 13   | FC Zebra                   | 14 | 2  | 6  | 6  | 17  | 29  | -12 | 12   | LFA Segunda  |

## Goleadores
| Temporada | Nombre            | Club                       | Goles |
| --------- | ----------------- | -------------------------- | ----- |
| 2016      | Patrich Wanggai   | Karketu FC                 | 10    |
| 2017      | Henrique Concecão | Karketu FC                 | 13    |
| 2018      | Fabio Christian   | Atlético Clube de Ultramar | 17    |
| 2019      | Daneil Adadi      | Assalam FC                 | 12    |